# Аникщяйский железнодорожный мост
Аникщяйский железнодорожный мост (лит. Anykščių geležinkelio tiltas) — железнодорожный металлический 
ферменный мост через реку Швянтойи на участке Паневежис — Рубикяй Аукштайтской железной дороги в Литве. Построенный в 1936—1937 годах, он является значимым культурным объектом и внесён в реестр ценностей Литвы.
Аникщяйский железнодорожный мост расположен недалеко от станции Аникщяй. Напротив станции, на левом берегу Швянтойи находится бывшая усадьба Аникщяй.
На месте старого деревянного моста в 1936 году был построен новый стальной мост через Швянтойи. Для установки части моста использовались элементы разобранного моста через реку Мяркис.
Мост однопутный, с двумя земляными насыпями по обе стороны реки Швянтойи. Длина моста составляет 96 м, ширина — 4,5 м, высота конструкции над уровнем реки — 12 м.

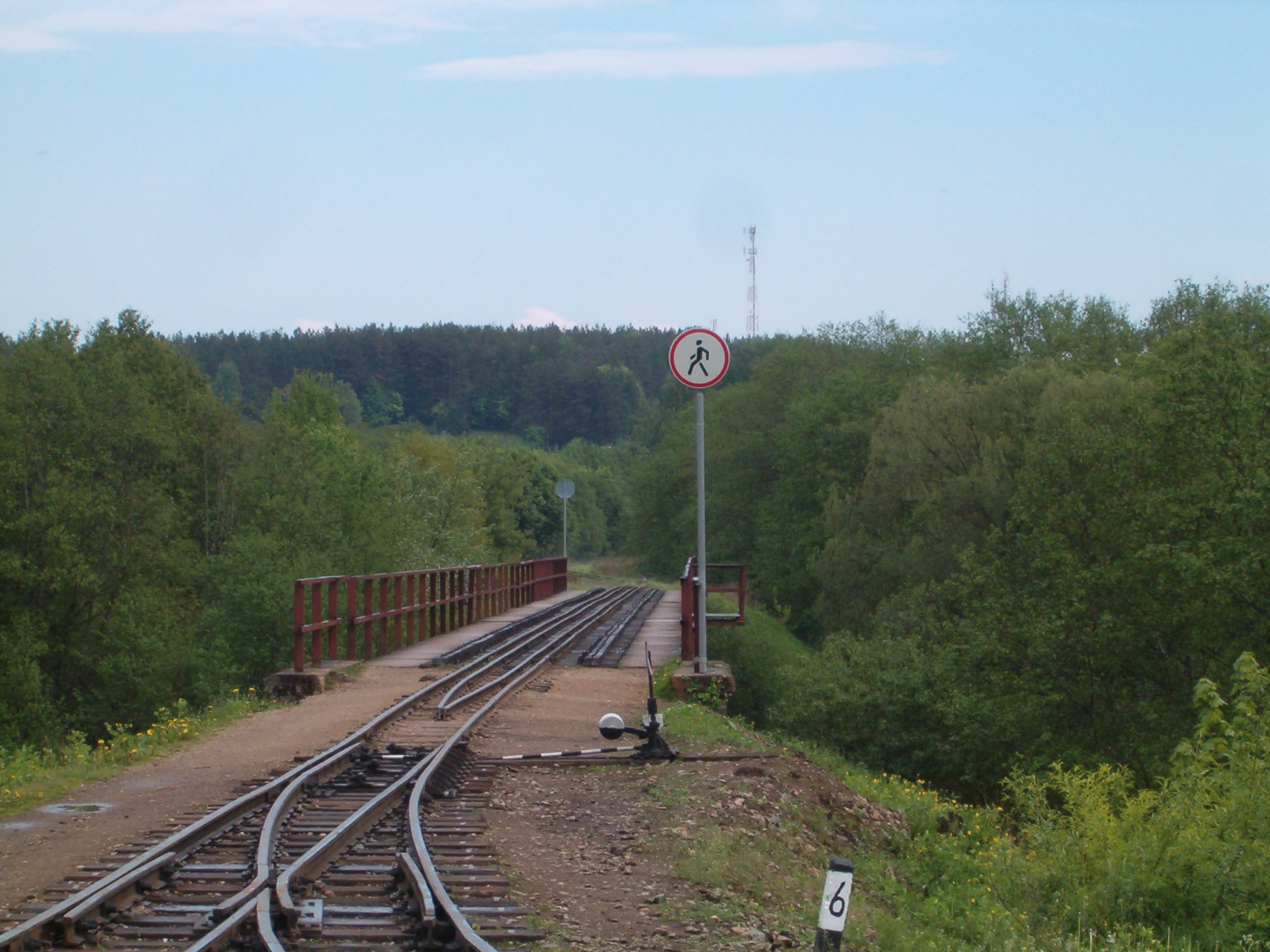
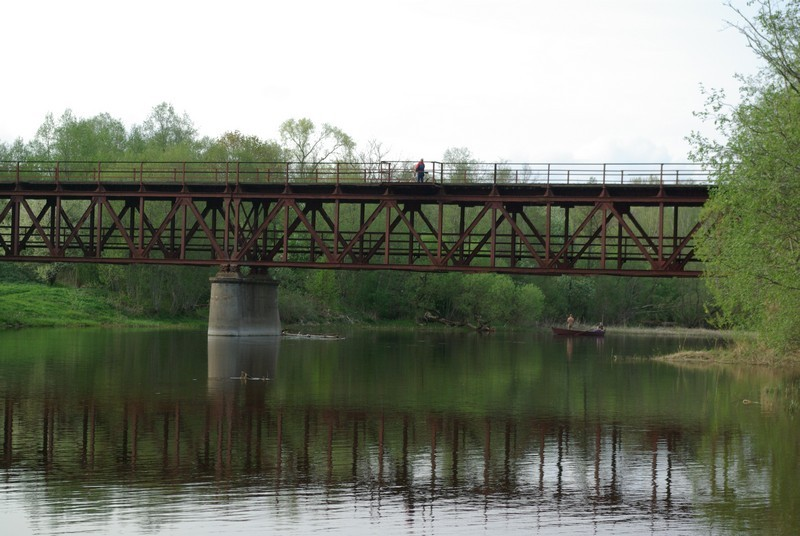